# Блессінг Оборудуду
Блессінг Оборудуду (англ. Blessing Oborududu; нар. 12 березня 1989, Гбанрану, штат Енугу) — нігерійська борчиня вільного стилю, дванадцятиразова чемпіонка та дворазова бронзова призерка чемпіонатів Африки, триразова чемпіонка Африканських ігор, срібна призерка та чемпіонка Співдружності, чемпіонка, срібна та бронзова призерка Ігор Співдружності, чемпіонка Ігор ісламської солідарності, срібна призерка Олімпійських ігор.

## Біографія
Боротьбою почала займатися з 2006 року в середній школі для дівчаток Святої Джуди в Єнагоа. Боротьбою спонукало бажання подорожувати, як успішні жінки-борчині Нігерії.
Виступає за борцівський клуб штату Баєльса, Єнагоа. Тренується під керівництвом чемпіона світу та Олімпійських ігор Даніеля Ігалі. Була капітаном жіночої збірної Нігерії з вільної боротьби.
Занінчила Університет Дельти Нігеру за фахом бізнес-адміністрування.
Літні Олімпійські ігри 2020 року в Токіо стали для 32-річної спортсменки вже третіми. На них їй нарешті вдалося здобути олімпійську медаль. На шляху до фіналу вона здолала азербайджанську борчиню болгарського походження Еліс Манолову з рахунком 13:2 в 1/8 фінала, Меерім Жуманазарову з Киргизстану з рахунком 3:2 в 1/4 фінала та Соронзонболдин Батцецег з Монголії з рахунком 7:2 у півфіналі. У вирішальному поєдинку поступилася Тамірі Менсі зі США з рахунком 1:4.
Заявила, що Олімпійські ігри 2020 року в Токіо стали її останніми Олімпійськими іграми. Вона сподівається продовжити займатися спортом після відходу від змагань. Планує бути тренером, або арбітром, або адміністратором в офісі.

## Спортивні результати на міжнародних змаганнях

### Виступи на Олімпіадах
| Змагання                    | Збірна  | Вагова категорія          | Місце  |
| --------------------------- | ------- | ------------------------- | ------ |
| Літні Олімпійські ігри 2012 | Нігерія | жіноча боротьба, до 63 кг | 18     |
| Літні Олімпійські ігри 2016 | Нігерія | жіноча боротьба, до 63 кг | 14     |
| Літні Олімпійські ігри 2020 | Нігерія | жіноча боротьба, до 68 кг | Срібло |
| Літні Олімпійські ігри 2024 | Нігерія | жіноча боротьба, до 68 кг | 5      |

### Виступи на Чемпіонатах світу
| Змагання                        | Збірна  | Вагова категорія          | Місце |
| ------------------------------- | ------- | ------------------------- | ----- |
| Чемпіонат світу з боротьби 2009 | Нігерія | жіноча боротьба, до 59 кг | 22    |
| Чемпіонат світу з боротьби 2010 | Нігерія | жіноча боротьба, до 59 кг | 11    |
| Чемпіонат світу з боротьби 2011 | Нігерія | жіноча боротьба, до 63 кг | 19    |
| Чемпіонат світу з боротьби 2017 | Нігерія | жіноча боротьба, до 63 кг | 5     |
| Чемпіонат світу з боротьби 2018 | Нігерія | жіноча боротьба, до 68 кг | 12    |
| Чемпіонат світу з боротьби 2019 | Нігерія | жіноча боротьба, до 68 кг | 7     |
| Чемпіонат світу з боротьби 2021 | Нігерія | жіноча боротьба, до 68 кг | 8     |
| Чемпіонат світу з боротьби 2022 | Нігерія | жіноча боротьба, до 68 кг | 15    |
| Чемпіонат світу з боротьби 2023 | Нігерія | жіноча боротьба, до 68 кг | 13    |

### Виступи на Чемпіонатах Африки
| Змагання                         | Збірна  | Вагова категорія          | Місце  |
| -------------------------------- | ------- | ------------------------- | ------ |
| Чемпіонат Африки з боротьби 2009 | Нігерія | жіноча боротьба, до 59 кг | Бронза |
| Чемпіонат Африки з боротьби 2010 | Нігерія | жіноча боротьба, до 59 кг | Золото |
| Чемпіонат Африки з боротьби 2011 | Нігерія | жіноча боротьба, до 63 кг | Золото |
| Чемпіонат Африки з боротьби 2013 | Нігерія | жіноча боротьба, до 63 кг | Золото |
| Чемпіонат Африки з боротьби 2014 | Нігерія | жіноча боротьба, до 63 кг | Золото |
| Чемпіонат Африки з боротьби 2015 | Нігерія | жіноча боротьба, до 63 кг | Золото |
| Чемпіонат Африки з боротьби 2016 | Нігерія | жіноча боротьба, до 69 кг | Золото |
| Чемпіонат Африки з боротьби 2017 | Нігерія | жіноча боротьба, до 63 кг | Золото |
| Чемпіонат Африки з боротьби 2018 | Нігерія | жіноча боротьба, до 68 кг | Золото |
| Чемпіонат Африки з боротьби 2019 | Нігерія | жіноча боротьба, до 68 кг | Бронза |
| Чемпіонат Африки з боротьби 2020 | Нігерія | жіноча боротьба, до 68 кг | Золото |
| Чемпіонат Африки з боротьби 2022 | Нігерія | жіноча боротьба, до 68 кг | Золото |
| Чемпіонат Африки з боротьби 2023 | Нігерія | жіноча боротьба, до 68 кг | Золото |
| Чемпіонат Африки з боротьби 2024 | Нігерія | жіноча боротьба, до 68 кг | Золото |

### Виступи на Африканських іграх
| Змагання              | Збірна  | Вагова категорія          | Місце  |
| --------------------- | ------- | ------------------------- | ------ |
| Африканські ігри 2015 | Нігерія | жіноча боротьба, до 63 кг | Золото |
| Африканські ігри 2019 | Нігерія | жіноча боротьба, до 68 кг | Золото |
| Африканські ігри 2023 | Нігерія | жіноча боротьба, до 68 кг | Золото |

### Виступи на Чемпіонатах Співдружності
| Змагання                                | Збірна  | Вагова категорія          | Місце  |
| --------------------------------------- | ------- | ------------------------- | ------ |
| Чемпіонат Співдружності з боротьби 2013 | Нігерія | жіноча боротьба, до 63 кг | Золото |
| Чемпіонат Співдружності з боротьби 2017 | Нігерія | жіноча боротьба, до 68 кг | Срібло |

### Виступи на Іграх Співдружності
| Змагання                | Збірна  | Вагова категорія          | Місце  |
| ----------------------- | ------- | ------------------------- | ------ |
| Ігри Співдружності 2010 | Нігерія | жіноча боротьба, до 63 кг | Срібло |
| Ігри Співдружності 2014 | Нігерія | жіноча боротьба, до 63 кг | Бронза |
| Ігри Співдружності 2018 | Нігерія | жіноча боротьба, до 68 кг | Золото |
| Ігри Співдружності 2022 | Нігерія | жіноча боротьба, до 68 кг | Золото |

### Виступи на Іграх ісламської солідарності
| Змагання                          | Збірна  | Вагова категорія          | Місце  |
| --------------------------------- | ------- | ------------------------- | ------ |
| Ігри ісламської солідарності 2017 | Нігерія | жіноча боротьба, до 63 кг | Золото |

### Виступи на інших змаганнях
| Змагання                                                          | Збірна  | Вагова категорія                 | Місце  |
| ----------------------------------------------------------------- | ------- | -------------------------------- | ------ |
| Олімпійський кваліфікаційний турнір з боротьби 2012 (Марракеш)    | Нігерія | жіноча боротьба, до 63 кг        | Срібло |
| Гран-прі Іспанії з боротьби 2012                                  | Нігерія | жіноча боротьба, до 63 кг        | Срібло |
| Золотий Гран-прі з боротьби 2015                                  | Нігерія | жіноча боротьба, до 63 кг        | 9      |
| Олімпійський кваліфікаційний турнір з боротьби 2016 (Алжир)       | Нігерія | жіноча боротьба, до 63 кг        | Срібло |
| Гран-прі Іспанії з боротьби 2016                                  | Нігерія | жіноча боротьба, до 63 кг        | Срібло |
| Beat the Streets 2018                                             | Нігерія | Multiple Style Event, до LF68 кг | Срібло |
| Гран-прі Німеччини з боротьби 2019                                | Нігерія | жіноча боротьба, до 68 кг        | Бронза |
| Турнір Дана Колова — Николи Петрова 2019                          | Нігерія | жіноча боротьба, до 68 кг        | 7      |
| Турнір Яшара Догу 2019                                            | Нігерія | жіноча боротьба, до 68 кг        | Бронза |
| Меморіал Маттео Пелліконе 2020                                    | Нігерія | жіноча боротьба, до 68 кг        | Бронза |
| Олімпійський кваліфікаційний турнір з боротьби 2020 (Хаммамет)    | Нігерія | жіноча боротьба, до 68 кг        | Золото |
| Відкритий чемпіонат Польщі з боротьби 2021                        | Нігерія | жіноча боротьба, до 68 кг        | Срібло |
| Турнір Яшара Догу 2022                                            | Нігерія | жіноча боротьба, до 68 кг        | Золото |
| Меморіал Маттео Пелліконе 2022                                    | Нігерія | жіноча боротьба, до 68 кг        | Бронза |
| Гран-прі Іспанії з боротьби 2023                                  | Нігерія | жіноча боротьба, до 68 кг        | Бронза |
| Меморіал Імре Поляка та Яноша Варги 2023                          | Нігерія | жіноча боротьба, до 68 кг        | Срібло |
| Олімпійський кваліфікаційний турнір з боротьби 2024 (Александрія) | Нігерія | жіноча боротьба, до 68 кг        | Золото |